# Shelly Fujii
Pour les articles homonymes, voir Fujii.
Shelly Fujii (藤井シェリー, Fujii Sherī) est une actrice pornographique américano-japonaise.

## Biographie
Shelly Fujii est née d'une mère japonaise et d'un père américain. Son nom de scène « Fujii » est choisi pour sa ressemblance avec la mannequin Lena Fujii. Avant d'entrer dans l'industrie pornographique, en 2008, elle lance un blogue, Shelly's Beloved (いとしのシェリー).
La même année, 2008, il est annoncé qu'elle fait ses débuts dans l'industrie pornographique avec la compagnie KM Produce (en) et son label Million en tant que nouvelle fille sous contrat après le retrait de Rika Asao. Son premier film est Shelly Fujii graces (美神 藤井シェリー) sorti en novembre 2008.
En septembre 2009, il est annoncé qu'elle est choisie pour jouer l'androïde Yuria Type 100 dans le film Yuria 100% de V-Cinéma, adaptation du manga populaire Yuria 100 Shiki (en). La vidéo sort au Japon en novembre 2009,. Fujii est la troisième actrice, après Yu Ayanami et Rika Asao, à travailler exclusivement avec KM Produce pendant une année entière sans interruption. Pour célébrer cela, en octobre 2009, KM Produce choisit sa photo sur sa page d'accueil de ses sites officiels japonais et américains.
En janvier 2010, Shelly Fujii gagne le prix de la nouvelle actrice aux Adult Broadcasting Awards,. Également en 2010, elle joue un rôle dans la section « Poltergeist » du film d'horreur érotique Ero Kowai Kaidan (エロ怖い怪談) de Naoyuki Tomomatsu. Plus tard en 2010, KM Produce sort sa première vidéo pour adultes en 3D, Beautiful 3D - Squirting Ejection!.
Fujii est l'une des huit actrices pour adultes interrogées par Yukihiro Kuroba pour le livre Cœur à nu (裸心, Hadaka Shin) de mai 2011 qui explorent les raisons à choisir d'entrer dans l'industrie pornographique,. Également en mai 2011, Fujii joue dans la vidée Cosmos Plan 30-Year Anniversary Commemoration - An Infirmary For Adults qui célèbre le 30e anniversaire de la compagnie Media Station (en) qui est étroitement affiliée à KM Produce. Pour ses trois ans de carrière chez KM Produce, Fujii joue dans une vidéo de quatre heures avec quatre sections réalisées par quatre réalisateurs pornographiques reconnus : Hideto Aki (en), K*West (en), Takuan et Company Matsuo (en).

## Filmographie partielle
| Date de sortie                        | Titre | Compagnie                                                 | Réalisateur                                           | Notes                                 |
| ------------------------------------- | --- | --------------------------------------------------------- | ----------------------------------------------------- | ------------------------------------- |
| 2008-11-17 (DVD) 2009-01-30 (Blu-ray) | Shelly Fujii Graces 美神 藤井シェリｰ | KMP Million Angel (en) MILD-572 (DVD) BMILD-001 (Blu-ray) | Hideto Aki (en)                                       | AV debut                              |
| 2008-12-19                            | Let's Get It On in School 学校でしちゃお♥ 藤井シェリｰ | KMP Million Angel MILD-577                                |                                                       |                                       |
| 2009-01-16                            | Shelly Fujii Will Support Just You! 藤井シェリｰがあなただけを応援します!                                                                                              | KMP Million Angel MILD-582                                |                                                       |                                       |
| 2009-02-20                            | Shelly Fujii First Experience 初体験 藤井シェリｰ | KMP Million MILD-586                                      | Funin Chiro                                           |                                       |
| 2009-03-20                            | Drama Special - Celebrity Shelly Fujii ドラマスペシャル セレブなシェリｰ 藤井シェリｰ                                                                                   | KMP Million MILD-589                                      |                                                       |                                       |
| 2009-04-17                            | Shelly Fujii Super Digimo - Real Sex 超デジモ リアルSEX 藤井シェリｰ                                                                                                   | KMP Million MILD-594                                      |                                                       |                                       |
| 2009-05-18 (DVD) 2009-07-24 (Blu-ray) | Shelly Fujii You Will Be Relieved By Way Of A Super High Class Soap 超高級ソｰプで癒してあげる♥ 藤井シェリｰ                                                            | KMP Million MILD-598 (DVD) BMILD-010 (Blu-ray)            | Hideto Aki                                            |                                       |
| 2009-06-19 (DVD) 2009-08-21 (Blu-ray) | If Shelly Fujii Was My Girlfriend... もしも藤井シェリｰが僕の彼女だったら・・・                                                                                        | KMP Million MILD-601 (DVD) BMILD-011 (Blu-ray)            |                                                       |                                       |
| 2009-07-17 (DVD) 2009-09-25 (Blu-ray) | Let's Do Nakadashi Shelly Fujii at School 学校で中出ししちゃお♥ 藤井シェリｰ                                                                                           | KMP Million MILD-605 (DVD) BMILD-012 (Blu-ray)            | Hideto Aki                                            |                                       |
| 2009-08-17                            | Let's Perform Nakadashi That Will Feel So Very Wonderful すんごく気持ちいい中出ししよッ♥ 藤井シェリｰ                                                                  | KMP Million MILD-608                                      |                                                       |                                       |
| 2009-09-18                            | Shelly Fujii Will Be Your Wife 藤井シェリーが奥さんになってあげる◆ 藤井シェリー                                                                                       | KMP Million MILD-612                                      |                                                       |                                       |
| 2009-10-16                            | Erotic Diva (Goddess) Shelly Fujii EROTIC DIVA ～女神～ 藤井シェリｰ                                                                                                   | KMP Million MILD-614                                      |                                                       |                                       |
| 2009-11-16                            | Shelly Fujii - 4 Hours, 5 Fucks 藤井シェリｰ 4時間 5本番 | KMP Million MILD-616                                      |                                                       | Première vidéo anniversaire           |
| 2009-12-18                            | Blow Job Devil Shelly Fujii featuring Yuno Hoshi 鬼フェラ地獄×藤井シェリｰ feat.星優乃                                                                                 | KMP Million MILD-618                                      |                                                       | Avec Yuno Hoshi                       |
| 2010-01-15                            | Ecstasy 4 Hours Shelly Fujii Super Special イカセ4時間 藤井シェリｰ SUPER SPECIAL                                                                                      | KMP Million MILD-621                                      |                                                       |                                       |
| 2010-02-19                            | Nakadashi 10 Times Consecutively 中出し10連発 藤井シェリｰ | KMP Million MILD-624                                      |                                                       |                                       |
| 2010-03-19                            | Reverse Side Shelly Fujii 裏・藤井シェリｰ | KMP Million MILD-628                                      |                                                       |                                       |
| 2010-04-16                            | The Infiltrating Investigator 潜入捜査官 藤井シェリｰ ～イカセの責め苦～                                                                                               | KMP Million MILD-632                                      |                                                       |                                       |
| 2010-05-21                            | Let's Get Really Promiscious at School Nakadashi-Style 学校で中出し大乱交しようよ 藤井シェリｰ                                                                         | KMP Million MILD-641                                      |                                                       |                                       |
| 2010-06-25                            | Ecstasy 24 Hours Shelly Fujii イカセ24時間 藤井シェリｰ | KMP Million MILD-647                                      | Hideto Aki                                            |                                       |
| 2010-07-16                            | Shelly Fujii and Kokomi Naruse's Double Dream 藤井シェリｰと成瀬心美のダブルドリｰム                                                                                    | KMP Million MILD-651                                      |                                                       | Avec Kokomi Naruse                    |
| 2010-08-20 (DVD) 2010-08-27 (Blu-ray) | Best Friend 5 ベストフレンド 5 藤井シェリｰ・麻倉憂 | KMP Million MILD-656 (DVD) BMILD-014 (Blu-ray)            |                                                       | Avec Yū Asakura                       |
| 2010-09-17 (DVD) 2010-09-24 (Blu-ray) | Shelly Fujii Million Legend's Project Challenge ミリオン伝説の企画に挑戦                                                                                              | KMP Million MILD-662 (DVD) BMILD-015 (Blu-ray)            |                                                       |                                       |
| 2010-10-15                            | Shelly Fujii Devil Ecstasy Super Special 鬼イカセ スｰパｰスペシャル 藤井シェリｰ                                                                                        | KMP Million MILD-668                                      |                                                       |                                       |
| 2010-11-12                            | Methods of a Super Lascivious Actress 藤井シェリｰ スｰパｰ痴女優への道                                                                                                  | KMP Million MILD-674                                      |                                                       | Avec Marie Sandaimeaoi et Yū Kawakami |
| 2010-12-10 (DVD) 2010-12-24 (Blu-ray) | Million Dream 2010 - Erotic Time After School ミリオン・ドリｰム2010 藤井シェリｰ・麻倉憂・大石のぞみ ～放課後エッチタイム♪～                                           | KMP Million MILD-680 (DVD) BMILD-020 (Blu-ray)            |                                                       | Avec Yū Asakura et Nozomi Ōishi       |
| 2010-12-10 (DVD) 2010-12-24 (Blu-ray) | Beautiful 3D - Squirting Ejection! 美3D 飛び出す潮吹き! 藤井シェリｰ                                                                                                   | KMP Million MILD-681 (DVD) BMILD-021 (Blu-ray)            |                                                       | Vidéo 3D                              |
| 2011-01-14                            | Sortie! Shelly Visits Your Your Home 出撃!やりすぎシェリｰがお宅訪問                                                                                                   | KMP Million MILD-686                                      |                                                       |                                       |
| 2011-02-11                            | Shelly Fujii - The First Public Exposure 解禁!初露出 いきなり公然ワイセツ 藤井シェリｰ                                                                                 | KMP Million MILD-691                                      |                                                       |                                       |
| 2011-03-11                            | Infiltrating Investigator 2 潜入捜査官II 藤井シェリｰ | KMP Million MILD-697                                      |                                                       |                                       |
| 2011-04-08                            | High School Girl Molester Story 女子校生痴漢物語 藤井シェリー | KMP Million MILD-703                                      |                                                       |                                       |
| 2011-05-13 (DVD) 2011-05-27 (Blu-ray) | Million Dream 2011 - Enough Already! Our Stepbrother (Passion!)… We Love You!! (Smiles) ミリオン・ドリｰム2011もぅ!お義兄ちゃんのことなんか(怒!)・・・大好きだよ!!(笑) | KMP Million MILD-707 (DVD) BMILD-029 (Blu-ray)            |                                                       | Avec Yū Asakura et Shiori Kamisaki    |
| 2011-05-13                            | Cosmos Plan 30-Year Anniversary Commemoration - An Infirmary For Adults 宇宙企画30周年記念 大人の保健室 藤井シェリー                                                  | KMP Cosmos Plan MDS-657                                   | Suisei Akai (赤井彗星)                                |                                       |
| 2011-06-10                            | If Shelly Fujii Was a Teacher's Pet… もしも藤井シェリｰが女教師ペットだったら・・・                                                                                    | KMP Million MILD-712                                      |                                                       |                                       |
| 2011-07-08                            | Sex On the Beach Southern Island Resort 南の島でリゾｰトしちゃお 藤井シェリｰ                                                                                           | KMP Million MILD-717                                      | MonC (紋℃)                                            |                                       |
| 2011-08-12                            | Shelly Fujii Young Lady in Bondage 緊縛令嬢 藤井シェリー | KMP Million MILD-721                                      | Katsuya Taguchi                                       | Kinbaku                               |
| 2011-09-09                            | Shelly Fujii and Riona Suzune's Double Dream 藤井シェリーと鈴音りおなのダブルドリーム                                                                                 | KMP Million MILD-725                                      | Suisei Akai (赤井彗星)                                | Avec Riona Suzune                     |
| 2011-10-14                            | Shelly Fujii 3rd Anniversary - 4 Performances With 4 Different Directors デビュー3周年記念スペシャル 藤井シェリーと4人の監督4本番                                     | KMP Million MILD-730                                      | Hideto Aki, Takuan, K*West (en) & Company Matsuo (en) |                                       |
| 2011-11-11                            | Shelly Fujii 3rd Anniversary - 180 minutes 4 Performances 藤井シェリｰデビュｰ3周年記念スペシャル 180分4本番                                                            | KMP Million MILD-735                                      | Hideto Aki                                            |                                       |
| 2011-12-09 (DVD) 2011-12-23 (Blu-ray) | Million Dream High School Girl Sisters Thief 女子校生は怪盗シスタｰズ 神咲詩織・藤井シェリｰ・麻倉憂                                                                    | KMP Million MILD-738 (DVD) BMILD-040 (Blu-ray)            | Hideto Aki                                            | Avec Yū Asakura & Shiori Kamisaki     |